# Freedom (Mariam-Schengelia-Lied)
Freedom (deutsch Freiheit) ist ein georgisch- und englischsprachiges Lied, das von Keti Gabisiani komponiert und von Buka Kartozia getextet wurde. Der von der georgischen Sängerin Mariam Schengelia interpretierte Titel war der georgische Beitrag zum Eurovision Song Contest 2025 in Basel.

## Hintergrund
Schengelia wurde am 14. März 2025 als letzte Interpretin für den Eurovision Song Contest 2025 vorgestellt. Die Auswahl erfolgte intern durch den Öffentlichen Rundfunk Georgiens. Die Interpretin war zuvor Begleitsängerin für den Beitrag Take Me as I Am von Tornike Kipiani, welcher jedoch aufgrund des abgesagten Wettbewerbes 2020 keine Platzierung erhielt.
Der Titel wurde von Keti Gabisiani komponiert, welcher außerdem für die Produktion zuständig war. Der Text stammt von Buka Kartozia. Für Mastering und Abmischung war Koba Meskhia zuständig.

## Inhaltliches

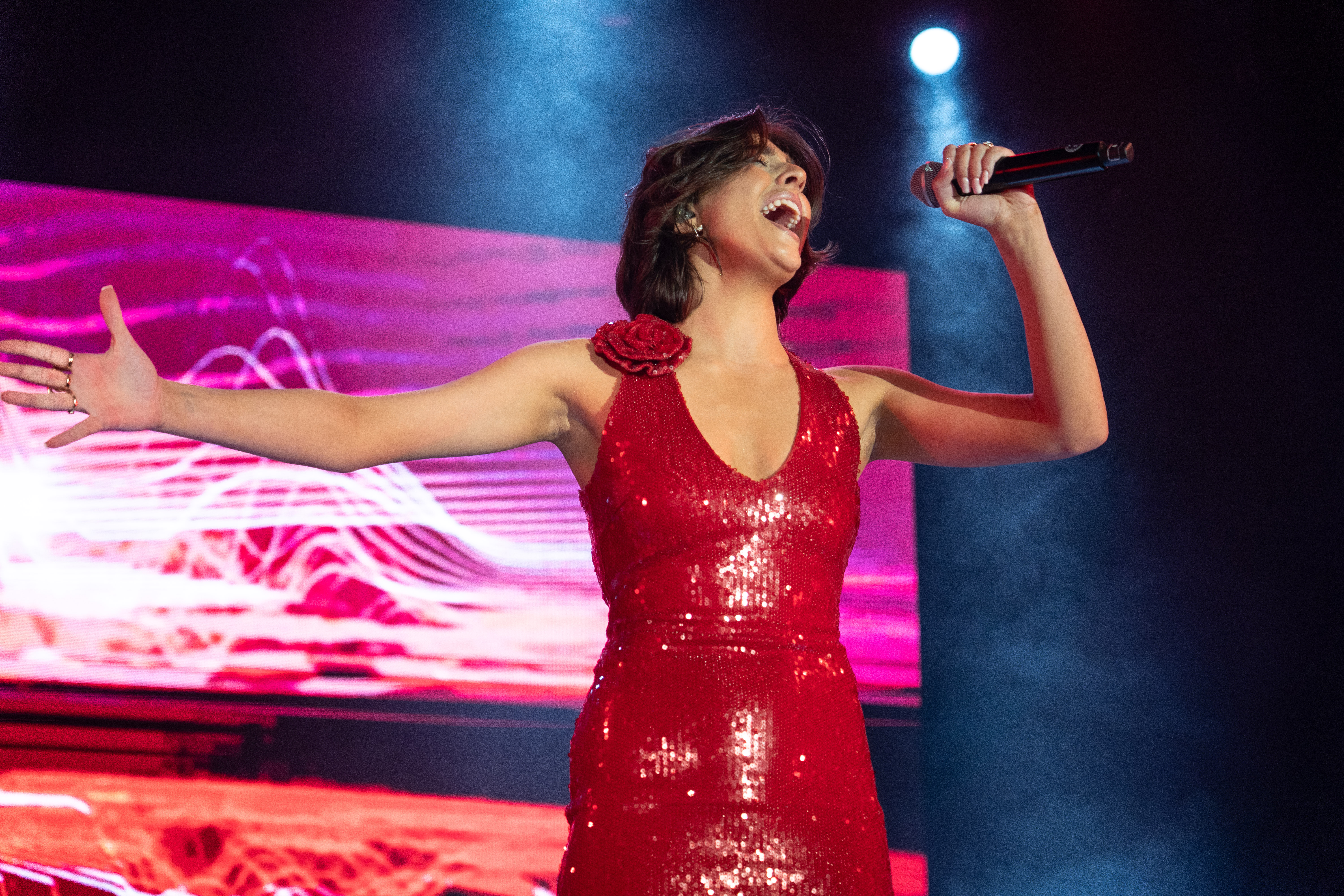
Schengelia führt den Titel in Madrid auf (Eurovision Preparty)

Der Titel ist eine Ballade, die im ersten Teil auf Georgisch gesungen wird. Freedom wird von einem Chor und Schengelia eingeleitet, während die erste Strophe von Schengelia allein gesungen wird. Auf den anschließenden Refrain folgt eine zweite Strophe auf Englisch, die sich musikalisch von der ersten unterscheidet. Der nachfolgende Refrain wird auch auf Englisch gesungen. Die letzte Zeile wird wieder auf Georgisch gesungen.
Die Strophen sind im 7⁄8-Takt notiert, während der Refrain einem 6⁄8-Takt folgt.
Laut Schengelia bedeute Freiheit alles für sie und handele von Identität und davon, jeden Herzschlag seines Landes zu fühlen und zu wissen, wo man herkomme. Freiheit bedeute, sich selbst zu gehören und nicht Ängsten oder den Erwartungen Anderer. Zum Titel selbst erklärte sie, dass er anders und unerwartet sei und mit der üblichen Struktur breche.

## Veröffentlichung
Der Titel wurde am 17. März 2025 als Musikstream veröffentlicht. Zwei Tage zuvor erschien ein zugehöriges Musikvideo.

## Beim Eurovision Song Contest
Mit dem Titel nahm Georgien am Eurovision Song Contest 2025 in Basel teil. Das Land trat hierbei im zweiten Halbfinale mit Startnummer 10 am 15. Mai 2025 an. Es erreichte jedoch den vorletzten Platz und konnte sich nicht für das Finale qualifizieren.